# Sérgio Neri
Sérgio Neri Santana (Marília, 11 de março de 1963) é um ex-futebolista brasileiro que atuava como goleiro.

## Carreira
Vestindo as cores do Guarani, foi titular entre 1986 e 1990, e destacou-se no Brasileiro de 1986, participando da campanha do vice-campeonato nacional, inclusive defendendo uma cobrança de pênalti do Careca na finalíssima.
Em 1987, foi novamente vice-campeão brasileiro, quando o Guarani foi derrotado pelo Sport.
Em 1988, Sérgio Néri voltou a viver grande momento no Guarani. Naquele ano, a equipe, que era dirigido pelo técnico Carbone, perdeu a final do Paulistão para o Corinthians e ficou com o vice-campeonato paulista.
Apesar de ser um ídolo do Guarani, Neri não conseguiu ser campeão pelo time campineiro. As conquistas vieram só quando ele deixou o clube no final de 1990.
Logo na 1ª temporada pelo Bahia foi Campeão Baiano.
No começo de 1993, transferiu-se ao Vila Nova, onde também faturou o título estadual.
Teve uma breve passagem pelo Botafogo-SP em 1996, onde se aposentou.

## Conquistas
| Bahia - Campeonato Baiano - 1991 Vila Nova-GO - Campeonato Goiano - 1993 | Guarani - Vice-Campeão do Campeonato Brasileiro de 1986 - Vice-Campeão do Campeonato Brasileiro de 1987 - Vice-Campeão do Campeonato Paulista de 1988 |